# Крістіана (Пенсільванія)
Крістіана (англ. Christiana) — місто (англ. borough) в США, в окрузі Ланкастер штату Пенсільванія. Населення — 1112 особи (2020).

## Географія
Крістіана розташована за координатами 39°57′16″ пн. ш. 75°59′50″ зх. д. / 39.95444° пн. ш. 75.99722° зх. д. (39.954504, -75.997346).  За даними Бюро перепису населення США в 2010 році місто мало площу 1,37 км², з яких 1,37 км² — суходіл та 0,01 км² — водойми.

## Демографія
Згідно з переписом 2010 року, у селищі мешкало 1168 осіб у 379 домогосподарствах у складі 282 родин. Густота населення становила 850 осіб/км².  Було 398 помешкань (289/км²).
Расовий склад населення:
| - 90,9 % — білих - 6,0 % — чорних або афроамериканців - 0,3 % — азіатів - 0,2 % — корінних американців - 0,1 % — вихідців з тихоокеанських островів |

До двох чи більше рас належало 2,1 %. Частка іспаномовних становила 6,8 % від усіх жителів.
За віковим діапазоном населення розподілялося таким чином: 26,3 % — особи молодші 18 років, 53,2 % — особи у віці 18—64 років, 20,5 % — особи у віці 65 років та старші. Медіана віку мешканця становила 38,2 року. На 100 осіб жіночої статі у селищі припадало 78,6 чоловіків;  на 100 жінок у віці від 18 років та старших — 80,1 чоловіків також старших 18 років.
Середній дохід на одне домашнє господарство  становив 59 375 доларів США (медіана — 52 321), а середній дохід на одну сім'ю — 63 284 долари (медіана — 54 000). За межею бідності перебувало 13,5 % осіб, у тому числі 19,4 % дітей у віці до 18 років та 4,7 % осіб у віці 65 років та старших.
Цивільне працевлаштоване населення становило 389 осіб. Основні галузі зайнятості: освіта, охорона здоров'я та соціальна допомога — 20,3 %, виробництво — 18,5 %, роздрібна торгівля — 13,4 %, будівництво — 10,8 %.